# Polimeryzacja żyjąca
Polimeryzacja żyjąca – rodzaj polimeryzacji łańcuchowej, w której zostały wyeliminowane wszystkie reakcje terminacji (zakończania łańcucha polimerów), a szybkość reakcji inicjowania jest przynajmniej o jeden rząd większa od szybkości reakcji propagacji (wzrostu łańcuchów polimeru).
Polimeryzacja żyjąca jest bardzo trudna technicznie do przeprowadzenia, ale ma szereg unikatowych zalet, dla których dąży się do jej osiągania, np.:
- pełna kontrola nad stopniem polimeryzacji otrzymywanych polimerów, poprzez prostą zmianę proporcji użytego inicjatora do monomerów
- bardzo mała polidyspersyjność (rozrzut mas cząsteczkowych) otrzymanych polimerów
- możliwość syntezy dobrze zdefiniowanych kopolimerów blokowych.

## Przebieg polimeryzacji żyjącej i jej stopień polimeryzacji
Polimeryzacja żyjąca jest bardzo szczególnym przypadkiem polimeryzacji łańcuchowej. W zwykłej polimeryzacji łańcuchowej wszystkie trzy procesy – inicjowanie, propagacja i terminacja zachodzą cały czas równocześnie w trakcie jej trwania. Oznacza to, że w każdej chwili jej trwania wzrost jednych łańcuchów polimeru właśnie się zaczyna, innych jest akurat w trakcie, a jeszcze inne łańcuchy są już nieaktywne na skutek terminacji. Wszystko to powoduje, że w zasadzie stopień polimeryzacji powstającego polimeru jest w miarę stały w czasie trwania reakcji i niemal nie zależy od aktualnego stopnia przereagowania monomeru.
W polimeryzacji żyjącej wszelkie reakcje terminacji są wyeliminowane, co znaczy, że powstałe centra aktywne nie ulegają wygaszeniu. Raz aktywowane łańcuchy polimerów z centrum aktywnym na ich końcach przyłączają kolejne cząsteczki monomerów aż do momentu, ich wyczerpania w układzie reakcyjnym. Polimeryzację żyjącą można wznowić poprzez dodanie kolejnej porcji monomeru, która szybko ulega przereagowaniu z wciąż „żyjącym polimerem”.
Właśnie ta cecha umożliwia prostą syntezę kopolimerów blokowych. Aby otrzymać tego rodzaju kopolimer, najpierw przeprowadza się polimeryzację żyjącą z jednym monomerem, a po jego wyczerpaniu dodaje się po prostu drugi monomer, po którego wyczerpaniu można dodać jeszcze trzeci, czwarty i więcej.
W polimeryzacji żyjącej reakcja inicjowania ma miejsce tylko na samym początku jej przebiegu, gdyż jej szybkość jest wielokrotnie większa od szybkości propagacji. Powoduje to, że w zasadzie wszystkie łańcuchy polimerów startują praktycznie w tym samym momencie i w równym tempie powiększają swój stopień polimeryzacji, co skutkuje otrzymaniem polimeru o bardzo wąskim rozkładzie masy cząsteczkowej.
Wzrost stopnia polimeryzacji wzrasta liniowo w czasie, co umożliwia kontrolę stopnia polimeryzacji poprzez zatrzymanie reakcji w ściśle określonym momencie, poprzez dodanie do układu związku powodującego terminację (zakończenie) reakcji.

## Polimeryzacje pseudożyjące
Polimeryzacja żyjąca zachodząca idealnie jest bardzo trudna do przeprowadzenia. Gdy pewne cechy polimeryzacji żyjącej są zachowane procesy takie nazywa się polimeryzacją pseudożyjącą. W reakcjach takich szybkość inicjowania może być np. tak samo szybka, albo nawet wolniejsza niż reakcja propagacji, co powoduje, że powstające łańcuchy polimeru mają różną długość, ale centra aktywne na ich końcach „nie giną”. W innych reakcjach pseudożyjących reakcje terminacji co prawda zachodzą, ale są odwracalne i pozostają w równowadze z aktywnymi centrami, lub aktywne centra są nieustannie odtwarzane z użyciem kokatalizatora.

## Zastosowania polimeryzacji żyjącej
Polimeryzacja żyjąca wymaga niezwykle ostrego reżimu technologicznego. Wszelkie zanieczyszczenia obecne w układzie reakcji powodują zwykle reakcje terminacji. Ich wyeliminowanie wymaga więc stosowania ultra czystych rozpuszczalników i monomerów. Polimeryzację żyjącą daje się przeprowadzić wyłącznie w przypadku polimeryzacji kationowej i anionowej. W przypadku polimeryzacji wolnorodnikowej i koordynacyjnej możliwe jest jedynie osiągnięcie warunków reakcji pseudożyjącej.
Wszystko to powoduje, że polimeryzację żyjącą przeprowadza się tylko w sytuacji gdy potrzebne są szczególne własności otrzymywanego polimeru, które są ściśle zależne od jego stopnia polimeryzacji. Jest ona stosowana do produkcji kopolimerów o własnościach amfifilowych, wzorców polimerów, włókien o wyjątkowych własnościach mechanicznych, olejów hydraulicznych do maszyn precyzyjnych, tworzyw o dużej przezroczystości, dodatków do środków smarujących o szczególnie dobrych własnościach itp.